# 馬歇爾縣 (印第安納州)
馬歇爾縣（英語：Marshall County）是美國印地安納州西南部的一個縣。面積1,165平方公里。根據美國2000年人口普查，共有人口45,128人。縣治普利茅斯（Plymouth）。
成立於1836年4月1日。縣名紀念曾任代表維吉尼亞州的眾議員、國務卿、首席大法官的約翰·馬歇爾。